# Vepris welwitschii
Vepris welwitschii är en vinruteväxtart som först beskrevs av William Philip Hiern, och fick sitt nu gällande namn av Arthur Wallis Exell. Vepris welwitschii ingår i släktet Vepris och familjen vinruteväxter. Inga underarter finns listade i Catalogue of Life.